# Angel of Death
"Angel of Death" jedna je od najpoznatijih pjesama američkog thrash metal sastava Slayer, koja se nalazi na njihovom trećem studijskom albumu Reign in Blood iz 1986. godine. Tekst i glazbu potpisuje gitarist Jeff Hanneman, te govori o zloglasnom nacističkom liječniku Josefu Mengeleu, koji je vršio eksperimente na ljudima u koncentracijskom kampu Auschwitz za vrijeme Drugog svjetskog rata. Zbog pjesme, sastav je često kasnije optuživan za promicanje nacizma i rasizma.
Unatoč tome, sviraju je na gotovo svim koncertima, te se nalazi na svim njihovim koncertnim albumima i DVD izdanjima, a korištena je i u nekim filmovima. Dobila je i mnoge pohvale od kritičara, te se smatra "klasikom".